# 門登鎮區 (克萊頓縣)
门登鎮區（Mendon Township），美国艾奥瓦州克莱顿县的一个鎮區，总面积87.29平方公里，总人口1890（2000年美国人口普查）。